# Pfrimmerhof
Der Pfrimmerhof ist ein Wohnplatz, der zur Ortsgemeinde Sippersfeld im Donnersbergkreis gehört.

## Geographie
Der Ort liegt an der namensgebenden Pfrimm, die rund zwei Kilometer südlich entspringt, am nördlichen Rand des Pfälzerwaldes, dessen dortiger Teilbereich als Stumpfwald bezeichnet wird am Übergang zur Börrstadter Senke. Die Kerngemeinde von Sippersfeld liegt rund zwei Kilometer weiter westlich. Unmittelbar östlich des Wohnplatzes erhebt sich der 377,1 Meter hohe Pfrimmerberg.

## Geschichte
Seit dem 14. Jahrhundert gehörte der Pfrimmerhof zur Herrschaft Stauf und ab der frühen Neuzeit wie die gesamte Herrschaft Kirchheim und Stauf zeitweise zur katholischen Pfarrei St. Johannes Nepomuk.

## Kultur
Der Pfrimmerhof im engeren Sinne steht unter Denkmalschutz. Dabei handelt es sich um eine Hofanlage aus dem 18. und 19. Jahrhundert. Beim Gebäude mit der Hausnummer eins handelt es sich um ein Wohnhaus, das mit der Jahreszahl 1868 bezeichnet ist. Das Wirtschaftsgebäude entstand um 1800, die Toranlage ist mit 1802 bezeichnet und enthält eine barocke Spolie aus dem Jahr 1734. Die Hausnummer zwei ist ebenfalls ein Wohnhaus, das mit 1861 bezeichnet ist. Die Wand aus Fachwerk trägt die Jahreszahl 1786. Der Gienanth-Ofen entstand um 1927. Die Scheune entstand 1879 und das Nebengebäude 1856; der mennonitische Friedhof, der mutmaßlich um 1800 oder bereits früher entstand, ist ebenfalls Bestandteil des Kulturdenkmals. Die zum Wohnplatz gehörende Hetsch-Mühle ist ebenfalls als Einzeldenkmal aufgeführt.

## Verkehr
Der Ort ist über die Kreisstraße 42 an das Straßennetz angebunden.